# Adeje
Adeje è un comune spagnolo di 41 002 abitanti, parte della Provincia di Santa Cruz de Tenerife e situato nella comunità autonoma delle Canarie.
Il nome del comune era originariamente scritto Adexe, in quanto il fonema velare castigliano [x] si scriveva x, mentre lo spagnolo moderno associa di norma il fonema [x]
 alle realizzazioni grafiche j oppure g + i o e, come in geografía o Juan. Adeje è un importante centro turistico sia sull'isola che a livello nazionale e internazionale. Questo comune ha la più alta concentrazione di hotel a 5 stelle in Europa e ha anche quello che è considerato il miglior hotel di lusso in Spagna secondo World Travel Awards. Nel suo territorio comunale si trova il parco acquatico Siam Park, considerato il miglior parco acquatico del mondo.

## Geografia fisica

### Territorio
Il territorio del comune di Adeje occupa la parte sudoccidentale dell'isola di Tenerife, la più grande delle Canarie, nell'oceano Atlantico, al largo della costa Africana.
Si estende dalla costa, conosciuta come Costa Adeje, che si affaccia sull'Oceano Atlantico verso l'entroterra sulle pendici del vulcano Teide.

### Clima
Come tutta la zona delle Isole Canarie Adeje gode di un clima subtropicale con una temperatura media annuale di 23 °C. In particolare il microclima della zona è mite e secco.

## Storia
Nel XIV secolo, un centinaio di anni prima della conquista delle isole, in questo luogo si trovava il Menceyato de Adeje, la corte del mencey Guancio Sunta e di suo figlio Tinerfe, da dove ha dichiarato l'unificazione dell'isola sotto il suo governo e che i nove figli di Tinerfe successivamente si spartirono in altrettanti menceyatos (regni). Pertanto Adeje è stato il luogo di origine e la principale sede del governo e della cultura Guancia in quel momento storico, oltre che la sede di tutti i Menceyes (Reyes aborígenes).
Anche se le forze spagnole al comando dell'adelantado ("governatore militare") Alonso Fernández de Lugo, subirono una schiacciante sconfitta per mano dei Guanci, nella Prima battaglia di Acentejo del 1494, i Guanci alla fine vennero sopraffatti dalla tecnologia superiore e da malattie alle quali non erano immuni, e si arresero alla Corona di Castiglia il 25 dicembre 1495.

## Monumenti e luoghi d'interesse

### Architetture religiose
Chiesa di Santa Úrsula.
La costruzione, in spagnolo Iglesia de Santa Úrsula, risale al XVI secolo. Costruita su un preesistente eremo ora scomparso conserva all'interno elementi architettonici arabo-cristiano ed elementi barocchi quali l'altare maggiore.
Chiesa del Convento di Nostra Signora di Guadalupe e San Pablo.
La chiesa, monumento Storico-Artistico dichiarato Bene di Interesse Culturale nel 1986, venne edificata assieme al convento alla fine del XVII secolo. Di pianta rettangolare è composta da una navata principale ed una cappella maggiore.

### Architetture civili
Casa Fuerte.
Edificata nel 1556 da Pedro de Ponte, del marchesato di Adeje, dopo aver ottenuto il permesso di costruire un edificio per il controllo del proprio territorio, ospitò successivamente in varie occasioni il corsaro John Hawkins, che assieme a Pedro de Ponte si occupò del traffico di schiavi nel Nuovo Mondo.

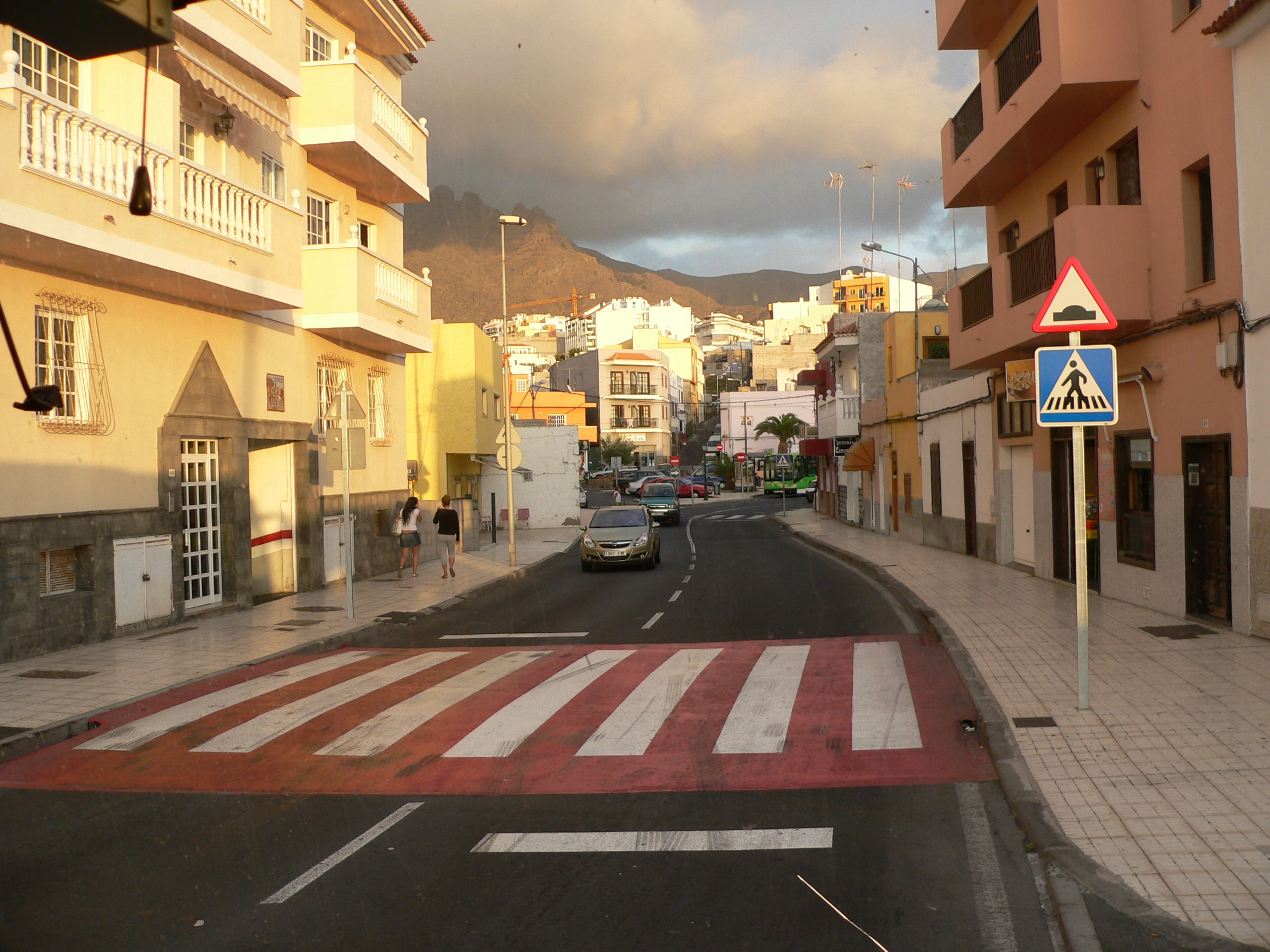
Una strada di Adeje.

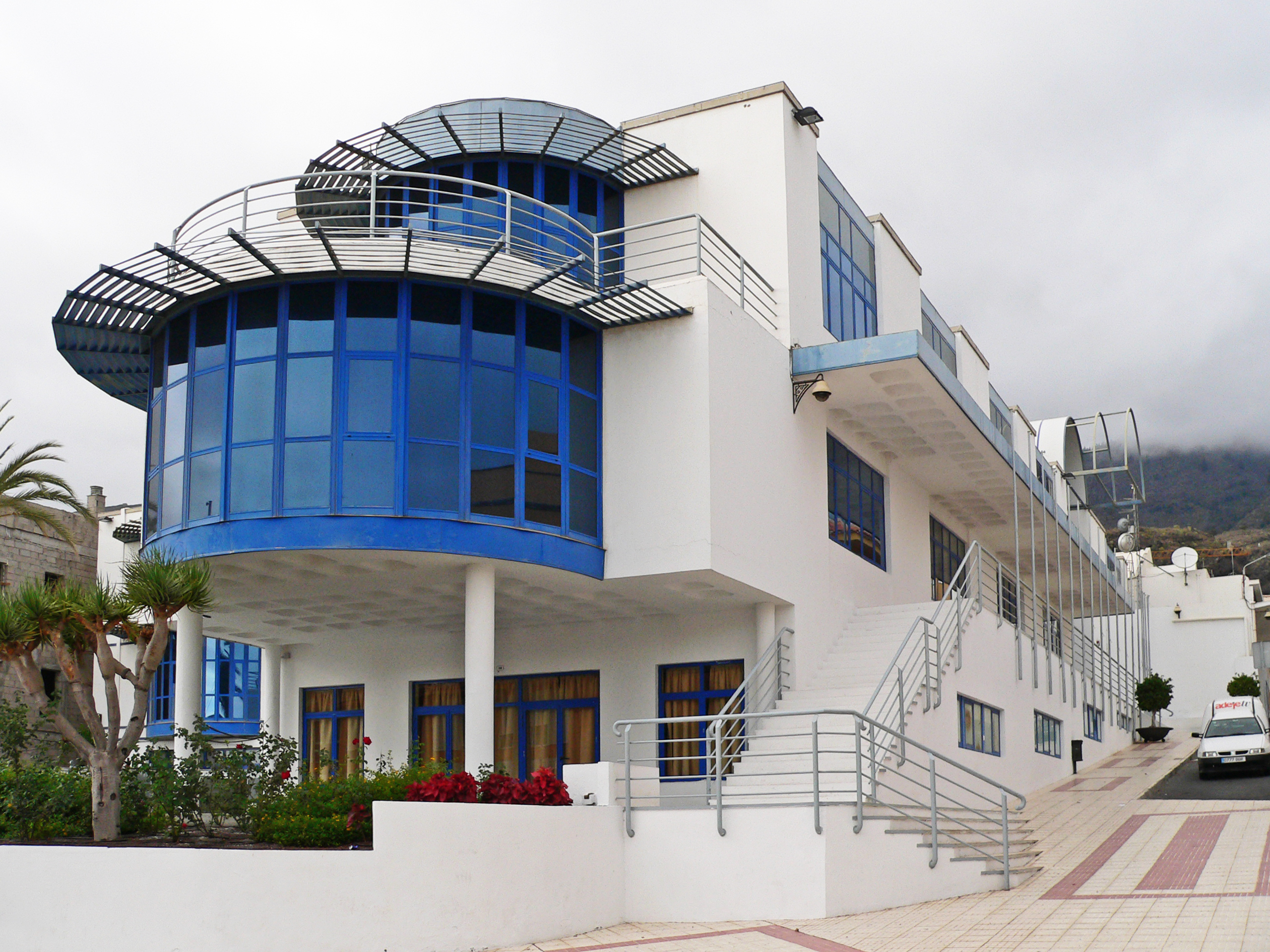
Il Centro Cultural di Adeje.

Il Barranco del infierno uno dei più noti dell'isola e visitato da escursionisti e turisti durante tutto l'anno, situato a Roque del Conde.

### Altro

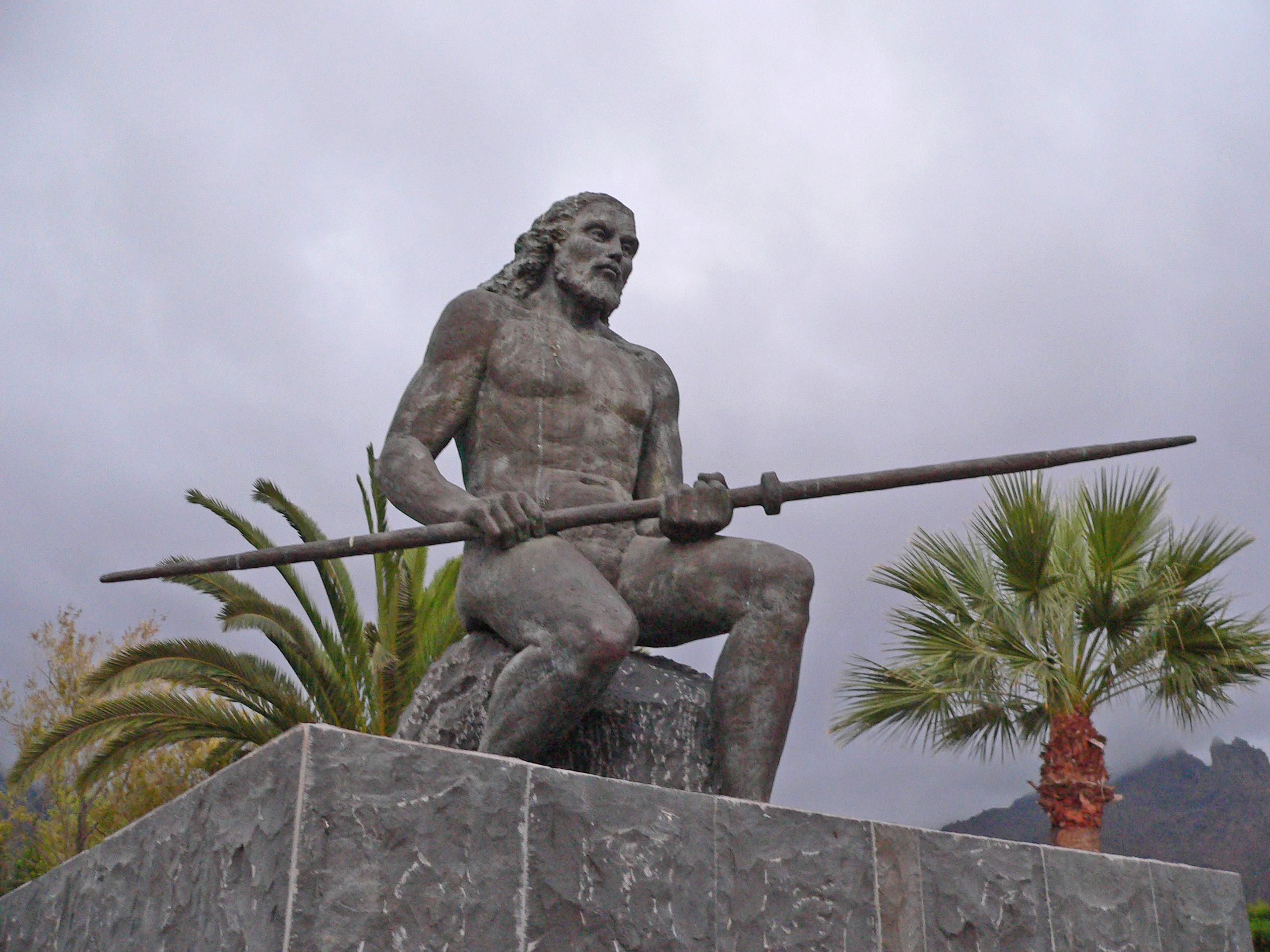
Monumento dedicato a Tinerfe El Grande situato ad Adeje.

Il monumento dedicato a Tinerfe El Grande situato ad Adeje.
Tra i luoghi di interesse più importanti si trova il centro turistico chiamato "Costa Adeje", che si trova vicino a Los Cristianos e a Playa de las Américas, e che negli ultimi anni ha avuto un grande sviluppo.
Il Barranco del Infierno uno dei più noti dell'isola e visitato da escursionisti e turisti durante tutto l'anno, situato a Roque del Conde.

## Cultura

### Musei
Museo di Arte Sacra
Inaugurato nel 1995 occupa l'interno della chiesa in stile barocco del convento francescano, ora scomparso. Della sua collezione fanno parte arazzi del tardo XVII secolo provenienti dalla Manifattura Reale di Gobelini di Parigi, donati nella seconda parte del Settecento alla parrocchia dalla Marchesa di Adeje e Contessa di La Gomera perché fossero esposto nella chiesa del convento, e di opere principalmente a carattere religioso donate da Antonio Mesquida Obrador.

## Economia
Le principali attività economiche sono l'agricoltura ed il turismo, quest'ultimo particolarmente nella zona di Playa de las Américas dove negli ultimi anni si è verificato un costante sviluppo nel settore edilizio e nella ricezione turistica e dove attualmente sta sorgendo un altro settore cittadino. Particolarmente apprezzati sono le sue spiagge ed il suo clima.
Come normalmente in tutte le città turistiche, la sua popolazione di oltre 41 000 abitanti aumenta considerevolmente nel periodo di maggior afflusso turistico, in corrispondenza del picco di prenotazioni alberghiere.

### Agricoltura
La produzione agricola si basa sulla frutta tropicale quali coltivazioni di banane.

### Turismo
L'offerta turistica è legata principalmente al patrimonio marino ed escursionistico. La Costa Adeje è caratterizzata dalla presenza di arenili e dalla città è possibile recarsi al largo per poter ammirare una delle più importanti colonie di cetacei a livello mondiale.
L'entroterra offre invece la possibilità di escursioni nel principale Parco Nazionale del Teide e in numerose riserve naturali e parchi minori.